# Djafouna fairmairei
Djafouna fairmairei är en skalbaggsart som beskrevs av Dewailly 1950. Djafouna fairmairei ingår i släktet Djafouna och familjen Melolonthidae. Inga underarter finns listade i Catalogue of Life.